# Transport Pawelec
Transport Pawelec (Usługi Transportowe Krzysztof Pawelec) − firma transportowa pochodząca z Biechowa (Województwo świętokrzyskie), wykonująca usługi w zakresie przewozu towarów i osób. Na rynku firma istnieje od 1991 roku. Posiada dwie zajezdnie: w Bytomskiej dzielnicy Karb oraz w Będzinie. Tabor autobusowy składa się przede wszystkim z autobusów marki Solaris, użytkowane są również pojazdy marek: Mercedes-Benz oraz MAN, a także wycofywanych już pojazdów marek: MAZ oraz SOR
Firma prowadzi transport w zakresie:
- przewozu towarów i osób na terenie kraju,
- transportu materiałów sypkich (żwir, piasek, węgiel, miał) samochodami o ładowności do 12 i 20 ton,
- przewozu osób minibusami o pojemności do 30 osób,
- transportu osób na liniach regularnych w komunikacji miejskiej.

## Tabor
| Marka i typ autobusu                                 | przewóz osób na wózkach                              | Eksploatacja od                                      | Wiek (rocznikowo)                                    | Liczba egzemplarzy |
| ---------------------------------------------------- | ---------------------------------------------------- | ---------------------------------------------------- | ---------------------------------------------------- | ------------------ |
| Eurotrans XXI Trituro                                | przewóz osób na wózkach                              | 2019                                                 | 3                                                    | 1                  |
| MAN TGE 5.180                                        |                                                      | 2023                                                 | 1                                                    | 2                  |
| MAN TGE 6.180                                        | przewóz osób na wózkach                              | 2023                                                 | 2                                                    | 2                  |
| MAZ 203                                              | przewóz osób na wózkach                              | 2010                                                 | 3–9                                                  | 14                 |
| Solaris Urbino 10 III                                | przewóz osób na wózkach                              | 2017                                                 | 6                                                    | 2                  |
| Solaris Urbino 12 IV                                 | przewóz osób na wózkach                              | 2017                                                 | 0–6                                                  | 105 z 113          |
| Solaris Urbino 18 IV                                 |                                                      | 2022                                                 | 2                                                    | 8 z 11             |
| SOR BN 8,5                                           | przewóz osób na wózkach                              | 2014                                                 | 8                                                    | 1                  |
| SOR BN 12                                            |                                                      | 2015                                                 | 7–8                                                  | 9                  |
| Wszystkie pojazdy                                    | Wszystkie pojazdy                                    | Wszystkie pojazdy                                    | Wszystkie pojazdy                                    | 133                |
| Udział autobusów niskopodłogowych i niskowejściowych | Udział autobusów niskopodłogowych i niskowejściowych | Udział autobusów niskopodłogowych i niskowejściowych | Udział autobusów niskopodłogowych i niskowejściowych | 100%               |
| Średni wiek pojazdów w latach                        | Średni wiek pojazdów w latach                        | Średni wiek pojazdów w latach                        | Średni wiek pojazdów w latach                        | ?                  |